# Федотов, Пётр Иванович
Пётр Иванович Федотов (1922—1996) — командир пулемётного взвода 58-го гвардейского кавалерийского полка 16-й гвардейской Черниговской кавалерийской дивизии, сформированной в декабре 1941 года в городе Уфе, как 112-я Башкирская кавалерийская дивизия, 7-го гвардейского кавалерийского корпуса 61-й армии Центрального фронта, гвардии лейтенант. Герой Советского Союза (1944).

## Биография
Родился 22 февраля 1922 года на хуторе Сингиновский станицы Вешенской , ныне Шолоховского района Ростовской области в казачьей семье.
В Красной Армии с мая 1941 года. В действующей армии с 1943 года.
Отличился при форсировании реки Днепр. В ночь на 27 сентября 1943 года он в числе первых переправился на правый берег у деревни Нивки Брагинского района Гомельской области Белоруссии.
29 сентября 1943 года в бою за деревню Галки спустился с пулемётом на дно окопа. Вражеский танк прошёл над ним. Откопал пулемёт и открыл огонь по автоматчикам, идущим за танком.
Указом Президиума Верховного Совета СССР «О присвоении звания Героя Советского Союза генералам, офицерскому, сержантскому и рядовому составу Красной Армии» от 15 января 1944 года за «образцовое выполнение боевых заданий командования на фронте борьбы с немецкими захватчиками и проявленными при этом отвагу и геройство» гвардии лейтенанту Федотову Петру Ивановичу присвоено звание Героя Советского Союза с вручением ордена Ленина и медали «Золотая Звезда».
С 1975 года в запасе. Жил в Москве. Умер 21 января 1996 года. Похоронен в Москве на Троекуровском кладбище.

## Память
- Мемориальная доска в память о Федотове установлена Российским военно-историческим обществом на здании Базковской средней школы, где он учился.